# Procrastinarea orei de culcare

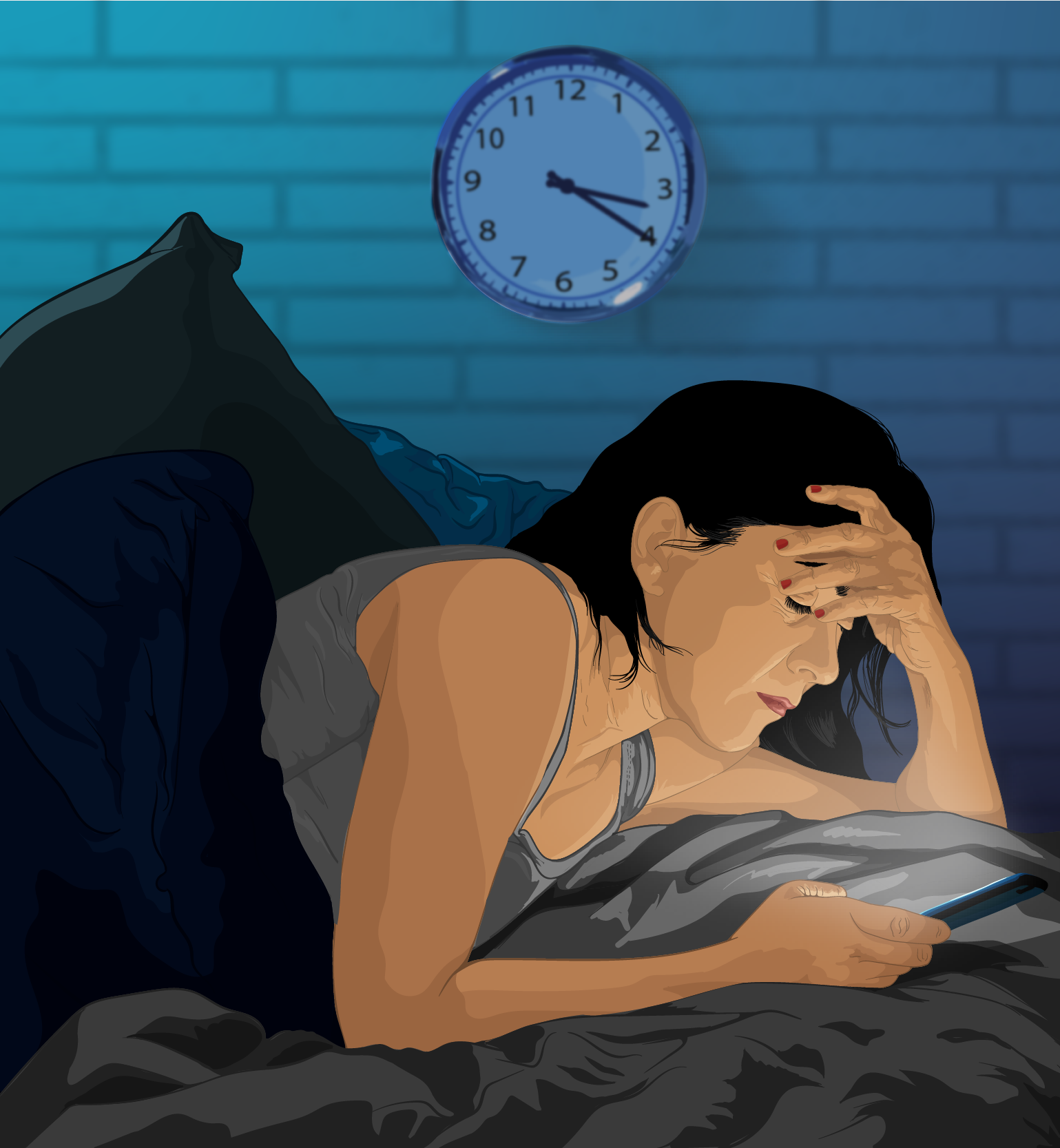
Impresia unui artist despre o femeie care își folosește smartphone-ul noaptea târziu

Procrastinarea orei de culcare este un fenomen psihologic care implică amânarea inutilă și voluntară a mersului la somn, în ciuda faptului că acest lucru are consecințe negative previzibile. Procrastinarea orei de culcare poate apărea fie din cauza pierderii noțiunii timpului, fie ca o încercare de a recâștiga un sentiment de control asupra timpului seara, din cauza unei percepute lipse de control asupra evenimentelor din timpul zilei. Acest ultim fenomen a fost numit recent „procrastinarea răzbunătoare a orei de culcare”, un termen care a apărut pe platforma chineză de social media Weibo⁠(d) în 2014.
Procrastinarea orei de culcare a fost asociată cu o durată mai scurtă a somnului, o calitate mai slabă a acestuia și o oboseală mai mare în timpul zilei. Unul dintre principalii factori care contribuie la procrastinarea orei de culcare este comportamentul uman.

## Origine
Prefixul „răzbunare” se crede că a fost adăugat pentru prima dată în China, la sfârșitul anilor 2010, posibil în legătură cu programul de lucru 996 (72 de ore pe săptămână), deoarece mulți consideră că este singura modalitate prin care pot avea un oarecare control asupra timpului lor din timpul zilei.
Termenul „procrastinarea orei de culcare” a devenit popular pe baza unui studiu realizat în 2014 în Țările de Jos.
Scriitoarea Daphne K. Lee a popularizat termenul într-o postare pe Twitter, folosind expresia „procrastinarea răzbunătoare a orei de culcare” (報復性熬夜), descriind-o ca „un fenomen în care persoanele care nu au prea mult control asupra vieții lor din timpul zilei refuză să se culce devreme pentru a recâștiga un sentiment de libertate în timpul nopții târzii”.
În prezent, procrastinarea orei de culcare este definită în mai multe moduri, cum ar fi „culcatul mai târziu decât planificat” și „amânarea somnului”.

## Cauze
O persoană poate procrastina somnul dintr-o varietate de motive. Aceasta poate să nu evite somnul în mod conștient, ci pur și simplu să continue activități pe care le consideră mai plăcute decât somnul (cum ar fi vizionarea de televiziune sau navigarea pe rețelele sociale). În secolul XXI, există numeroase distrageri, iar obținerea acestora pentru a întârzia somnul este mult mai ușoară decât în deceniile anterioare.
Utilizarea problematică a smartphone-ului cauzează direct procrastinarea orei de culcare. Persoanele care folosesc intensiv un smartphone sunt mai predispuse să își întârzie ora de culcare, deoarece le este dificil să înceteze utilizarea acestuia și sunt constant distrași înainte de somn. Aceste persoane se bucură de satisfacția temporară oferită de utilizarea smartphone-ului și doresc mai mult timp pentru divertisment. În plus, procrastinarea orei de culcare joacă un rol intermediar între dependența de smartphone și depresie și anxietate. Utilizarea excesivă a smartphone-ului duce la procrastinarea somnului, iar durata mai scurtă a somnului și calitatea scăzută a acestuia pot declanșa emoții negative⁠(d) responsabile pentru depresie și anxietate.
Statisticile arată că modelele de somn perturbate sunt din ce în ce mai frecvente. În 2013, aproximativ 40% dintre adulții din SUA dormeau mai puțin decât timpul recomandat. În Belgia, unde au fost colectate date pentru un studiu, 30% dintre adulți au raportat dificultăți de somn, iar 13% au raportat că iau pastile pentru somn.
Un studiu din 2014 realizat pe un eșantion de persoane din Țările de Jos a concluzionat că o autoreglare⁠(d) slabă poate cauza procrastinarea orei de culcare. Din cauza pandemiei de COVID-19, cu 40% mai multe persoane au experimentat probleme cu somnul. Un studiu din 2021 a descoperit că plictiseala poate duce, de asemenea, la procrastinarea orei de culcare. Plictiseala crește neatenția, ceea ce duce la o procrastinare mai mare a somnului.
Un alt studiu din 2014, realizat pe un eșantion de 145 de persoane, a constatat că 43% dintre cei care se autoidentifică drept procrastinatori ai somnului nu aveau o oră de culcare sau o rutină stabilită. Acest studiu sugerează și subliniază faptul că neatenția este un factor major în procrastinarea orei de culcare, deoarece nu este necesar ca conștientizarea explicită să fie activă în timpul procrastinării. Oamenii nu procrastinează în mod intenționat, ci ca rezultat al unei autoreglări slabe.
Un studiu din 2018, realizat pe 19 persoane, a identificat trei tipuri de procrastinare a somnului: procrastinarea deliberată, procrastinarea inconștientă și amânarea strategică. Procrastinarea deliberată apare atunci când o persoană crede conștient că merită mai mult timp pentru sine, ceea ce o determină să stea intenționat trează mai mult timp. Procrastinarea inconștientă apare atunci când o persoană pierde noțiunea timpului în timpul activităților zilnice și, astfel, rămâne trează mai mult decât a planificat. Amânarea strategică apare atunci când o persoană stă trează intenționat pentru a adormi mai ușor. De asemenea, s-a constatat că amânarea strategică este asociată cu insomnia nediagnosticată.
Un studiu intercultural din 2022 a evaluat 210 angajați din Statele Unite și 205 angajați din China. Rezultatele au arătat că utilizarea smartphone-ului în afara programului de muncă poate provoca procrastinarea orei de culcare. Impactul negativ al utilizării smartphone-ului asupra procrastinării somnului este mai pronunțat în Statele Unite decât în China. Cercetarea sugerează că angajații din SUA au o atitudine mai rezistentă față de munca după program, ceea ce duce la o epuizare mai mare a autocontrolului și la o probabilitate mai ridicată de procrastinare a somnului.
Cercetătorii au descoperit, de asemenea, că principalele cauze ale procrastinării orei de culcare sunt autocontrolul scăzut și nivelul crescut de stres.

## Influențe psihologice
Procrastinatorii somnului sunt mai implicați în activități de agrement și sociale în cele trei ore dinaintea orei de culcare. Atât procrastinatorii cu nivel ridicat, cât și cei cu nivel scăzut petrec aproximativ aceeași perioadă de timp uitându-se la televizor sau folosind computere. Cu toate acestea, în cele trei ore înainte de culcare, procrastinatorii cu un grad ridicat de procrastinare a somnului au petrecut 79,5 minute pe telefoanele lor, în timp ce cei cu un grad scăzut au petrecut doar 17,6 minute. Persoanele care stau treze până târziu au raportat mai multe simptome de depresie și anxietate, o calitate mai scăzută a somnului și un risc mai mare de insomnie decât cei care merg la culcare mai devreme.
Un sondaj realizat în 2022, pe 317 participanți, a arătat că percepția subiectivă a timpului este asociată cu procrastinarea orei de culcare. Persoanele care percep ora de somn ca fiind sfârșitul zilei tind să reflecteze asupra timpului rămas. Studiul a relevat că procrastinatorii somnului își folosesc seara pentru a se bucura de activitățile preferate ca o recompensă pentru efortul depus în timpul zilei, concentrându-se pe recompensele și beneficiile imediate. Procrastinarea orei de culcare face ca timpul să pară că trece mai repede, ceea ce poate duce la anxietate și stres.
Pentru persoanele care nu dorm bine, ora de culcare poate deveni un moment dificil. Somnul se poate transforma într-o sarcină și o povară, crescând îngrijorarea legată de odihna insuficientă, ceea ce duce la nervozitate și stres psihologic crescut. Acest lucru poate avea multiple consecințe negative asupra sănătății, inclusiv oboseală, schimbări de dispoziție și dificultăți de concentrare.
Femeile, studenții și „păsările de noapte⁠(d)” (persoanele cu cronotip nocturn) sunt cele mai predispuse la procrastinarea orei de culcare. De asemenea, persoanele cu un nivel ridicat de stres în timpul zilei sunt mai susceptibile la acest fenomen.
Procrastinarea orei de culcare poate lua mai multe forme, cum ar fi amânarea mersului la somn (procrastinarea somnului) și amânarea momentului în care se încearcă adormirea (procrastinarea în pat).
O treime dintre studenții chinezi au prezentat semne de procrastinare a somnului.

## Semne și simptome
Potrivit cercetătorilor, există trei factori cheie care diferențiază procrastinarea orei de culcare de simpla culcare târzie:
- Individul care procrastinează somnul își reduce timpul total de somn în fiecare noapte.
- Nu există un motiv obiectiv pentru a sta treaz până târziu (cum ar fi locația sau o boală).
- Persoana este conștientă de efectele negative ale pierderii somnului, dar nu dorește să își schimbe rutina.[28]

Persoanele care folosesc frecvent telefonul mobil raportează mai multe semne de procrastinare a somnului. Mediul digital favorizează procrastinarea somnului prin oferirea unor activități distractive înainte de culcare.

## Consecințele
Aceasta duce la o calitate mai slabă a somnului, o durată mai scurtă a acestuia și oboseală crescută pe parcursul zilei, fiind un semn al unei autoreglări deficitare.
Procrastinatorii somnului sunt mai predispuși să își piardă voința, să fie neliniștiți și să manifeste o satisfacție scăzută față de viață.
Privarea de somn cauzată de procrastinarea orei de culcare poate duce la probleme cognitive, precum gândire lentă, atenție scăzută, memorie slabă, luare defectuoasă a deciziilor, stres, anxietate și iritabilitate. Pe termen lung, aceasta poate crește riscul de boli cardiovasculare, diabet, obezitate, slăbirea sistemului imunitar, probleme hormonale și tulburări de sănătate mintală.
De asemenea, poate contribui la dezvoltarea psihozei și depresiei.
Persoanele care suferă de procrastinarea orei de culcare au adesea tulburări de somn și pot avea nevoie de medicamente pentru a adormi. În plus, acestea tind să doarmă în timpul zilei pentru a compensa lipsa de somn din timpul nopții.

## Prevenire
Intervențiile pentru reducerea utilizării media ca strategie de combatere a insuficienței somnului s-au concentrat în principal pe limitarea timpului petrecut în fața ecranelor. Totuși, acest lucru poate fi dificil din cauza conectivității permanente din era digitală. O abordare bazată pe autocontrol ar putea oferi soluții mai eficiente, deoarece momentul opririi utilizării media și pregătirea pentru somn depind de nivelul de autocontrol.
Prevenirea procrastinării orei de culcare este esențială, deoarece somnul suficient este crucial pentru buna funcționare a organismului. Lipsa somnului poate duce la oboseală, dificultăți de concentrare, schimbări de dispoziție și efecte negative pe termen lung asupra sănătății fizice și mentale.
Modalități de prevenire a procrastinării orei de culcare:
- Oprirea dispozitivelor electronice cu cel puțin o oră înainte de culcare pentru a stimula producția de melatonină.[40]
- Luarea unui duș fierbinte pentru reducerea stresului.[17]
- Scrierea gândurilor și experiențelor din timpul zilei.[17]
- Menținerea unui program regulat de somn, inclusiv în zilele libere.[27]
- Crearea unei rutine de culcare.
- Consumul de alimente bogate în triptofan (nuci, semințe, leguminoase) pentru a sprijini producția de melatonină.[17]
- Evitarea alcoolului și a cafelei după-amiaza și seara.[2]
- Administrarea suplimentelor de melatonină (cu precauție[41])
- Gestionarea timpului pentru a evita activitățile întârziate care afectează somnul.[11]
- Luarea de suplimente de vitamina D și magneziu pentru a îmbunătăți somnul.[17]
- Stabilirea limitelor la locul de muncă.
- Reducerea utilizării internetului.[42]
- Practicarea tehnicilor de gestionare a timpului și prioritizare.[43]
- Aplicarea metodei MCII (Mental Contrasting with Implementation Intentions) dezvoltată de Gabriele Oettingen⁠(d).[44]